# Pseudenargia basilissa
Pseudenargia basilissa är en fjärilsart som beskrevs av Brandt 1938. Pseudenargia basilissa ingår i släktet Pseudenargia och familjen nattflyn. Inga underarter finns listade i Catalogue of Life.